# 의령대로
의령대로(Uiryeong-daero)는 경상남도 의령군 대의면 마쌍리 대의 교차로와 의령읍 만천리 정암교를 잇는 경상남도의 도로이다.

## 연혁
- 1999년 6월 10일 : 칠곡우회도로(의령군 칠곡면 도산리 ~ 신포리) 1 km 구간 개통, 기존 구간 폐지[1][2]
- 2002년 3월 4일 : 함안군 군북면 사도리 ~ 의령군 의령읍 무전리 5.42 km 구간 확장 개통[3]
- 2009년 7월 2일 : 2개 이상 시·군에 걸쳐 있는 도로로 의령대로를 고시[4]
- 2010년 9월 13일 : 칠곡 ~ 가례간 도로(의령군 칠곡면 신포리 ~ 가례면 가례리) 4.33 km 구간 확장 개통[5]
- 2011년 1월 1일 : 칠곡 ~ 가례간 도로 개통으로 기존 의령군 칠곡면 신포리 ~ 가례면 가례리 3.0 km 구간 폐지[6]
- 2014년 12월 1일 : 대의 ~ 칠곡간 도로 (의령군 대의면 마쌍리 대의 교차로 ~ 칠곡면 외조리 칠곡 교차로) 8.256 km 구간 확장 개통, 기존 의령군 대의면 다사리 ~ 칠곡면 산북리 4.63 km 구간 폐지[7][8]

## 주요 경유지
경상남도
- 의령군 (대의면 · 칠곡면 · 가례면 · 의령읍)

## 노선
| 이름                     | 접속 노선                                     | 소재지 | 소재지                                                     | 비고                                                       |
| ------------------------ | --------------------------------------------- | ------ | ---------------------------------------------------------- | ---------------------------------------------------------- |
| 대의 교차로              | 국도 제20호선 국도 제33호선 (합천대로) 대의로 | 의령군 | 대의면                                                     | 국도 제20호선 구간                                         |
| 마쌍 교차로              | 대의로                                        | 의령군 | 대의면                                                     | 국도 제20호선 구간                                         |
| 평촌 교차로              | 마쌍2길                                       | 의령군 | 대의면                                                     | 국도 제20호선 구간                                         |
| 죽전 교차로 (죽전1교)    | 한티로                                        | 의령군 | 대의면                                                     | 국도 제20호선 구간 함안 방면 진입 불가 대의 방면 진출 불가 |
| 죽전2교                  |                                               | 의령군 | 대의면                                                     | 국도 제20호선 구간                                         |
| 죽전터널                 |                                               | 의령군 | 대의면                                                     | 국도 제20호선 구간 연장 185m                               |
| 다사 교차로 (다사교)     | 한티로                                        | 의령군 | 대의면                                                     | 국도 제20호선 구간                                         |
| 다사터널                 |                                               | 의령군 | 대의면                                                     | 국도 제20호선 구간 연장 660m                               |
| 다사터널                 | 칠곡면                                        | 의령군 |                                                            | 국도 제20호선 구간 연장 660m                               |
| 축공교                   |                                               | 의령군 | 국도 제20호선 구간                                         |                                                            |
| 양촌 교차로 (양촌교)     | 한티로                                        | 의령군 | 국도 제20호선 구간                                         |                                                            |
| 산남 교차로              | 산남길                                        | 의령군 | 국도 제20호선 구간                                         |                                                            |
| 칠곡 교차로              | 칠곡로 칠곡로1길                              | 의령군 | 국도 제20호선 구간 함안 방면 진입 불가 대의 방면 진출 불가 |                                                            |
| 신포교                   |                                               | 의령군 | 국도 제20호선 구간                                         |                                                            |
| 입암 교차로 (입암육교)   | 지방도 제1013호선 (칠곡로) (진의로)           | 의령군 | 국도 제20호선 구간                                         |                                                            |
| 봉두 교차로 (봉두육교)   | 홍의로                                        | 의령군 | 국도 제20호선 구간                                         | 가례면                                                     |
| 운암육교                 |                                               | 의령군 | 국도 제20호선 구간                                         | 가례면                                                     |
| 가례육교                 | 홍의로                                        | 의령군 | 국도 제20호선 구간                                         | 가례면                                                     |
| 가례 교차로 (새가례육교) | 의병로 국궁길                                 | 의령군 | 국도 제20호선 구간                                         | 가례면                                                     |
| 가례교                   |                                               | 의령군 | 국도 제20호선 구간                                         | 가례면                                                     |
| 남천삼거리               | 지방도 제1037호선 (벽화로)                    | 의령군 | 의령읍                                                     | 국도 제20호선 구간 지방도 제1037호선 구간                  |
| 서부삼거리               | 지방도 제1037호선 (의병로8길)                 | 의령군 | 의령읍                                                     | 국도 제20호선 구간 지방도 제1037호선 구간                  |
| 의병사거리               | 충익로                                        | 의령군 | 의령읍                                                     | 국도 제20호선 구간                                         |
| 구룡사거리               | 구룡로 남산로                                 | 의령군 | 의령읍                                                     | 국도 제20호선 구간                                         |
| 백야오거리               | 국도 제20호선 (의합대로) 남강로 백산로        | 의령군 | 의령읍                                                     | 국도 제20호선 구간                                         |
| 백야오거리               | 국도 제20호선 (의합대로) 남강로 백산로        | 의령군 | 의령읍                                                     | 국도 제79호선 구간                                         |
| 백야교                   |                                               | 의령군 | 의령읍                                                     |                                                            |
| 백야육교                 | 지방도 제1040호선 (남강로)                    | 의령군 | 의령읍                                                     |                                                            |
| 정암교                   |                                               | 의령군 | 의령읍                                                     |                                                            |
| 함마대로와 직결          |                                               |        |                                                            |                                                            |

## 주요 건물 및 시설
- 의령군쓰레기위생처리장 (경상남도 의령군 대의면 의령대로 224-221)
- 의령농협 미곡종합처리장 (경상남도 의령군 의령읍 의령대로 1497)